# 살라미스 해전 (기원전 450년)
살라미스 해전(Battle of Salamis)은 기원전 480년에 키프로스 섬의 살라미스에서 델로스 동맹의 함대와 페르시아 제국 아케메네스 왕조의 함대와 일전을 벌인 해전이다.

## 개요
기원전 451년에 아테네와 스파르타는 제1차 펠로폰네소스 전쟁에서 5년간의 휴전 조약을 맺었다. 이에 따라 그리스의 싸움에서 해방된 아테네는 키몬을 델로스 동맹 함대 200척 함께 키프로스 섬으로 파견했다. 그 중 60척은 페르시아에 반기를 든 이집트의 아뮈르타이오스 왕에게 지원군으로 보내고, 나머지는 키프로스의 키티온을 포위했다. 그러나 도중에 키몬의 병사들도 말먹이가 부족해졌기 때문에 델로스 동맹 함대는 키티온으로부터 떨어져 나와 키프로스의 살라미스로 향했다. 이곳에서 델로스 동맹 함대는 페니키아 인, 키프로스 인, 길리기아 인들과 해전과 육전 모두 승리를 거두었다. 그리고 그 무렵 이집트에 파견된 함대도 돌아 왔기 때문에, 그들은 귀국했다.
디오도로스는 보다 상세하지는 않지만, 투키디데스와는 다른 설명을 하고 있다. 키프로스에 도착한 키몬은 키티온과 매리언을 함락시키고, 이어서 킬리키아와 페니키아에서 페르시아 함대를 물리치고 100척을 나포하고 여세를 몰아 킬리키아의 장군 메가비조스의 군대를 물리치고 다시 키프로스로 돌아왔다. 키몬이 살라미스를 포위했지만, 포위 중에 키몬은 병사를 하고 말았다. 그동안 델로스 동맹이 연승을 거두자 페르시아 왕 아르타크세르크세스 1세는 아테네와 칼리아스 화약을 체결하고 강화를 했다.
그 후, 제2차 신성 전쟁이 일어나 포키스 편을 들었던 아테네는, 델포이 편을 들었던 스파르타와 대립하였고, 아테네와 스파르타와의 싸움은 재연되었다.